# ウブリテンガ県
ウブリテンガ県(フランス語：Oubritenga)はブルキナファソの中央大地地方の県。
2006年の人口は約23.7万人。
県都はジニアレ。

## 行政区画

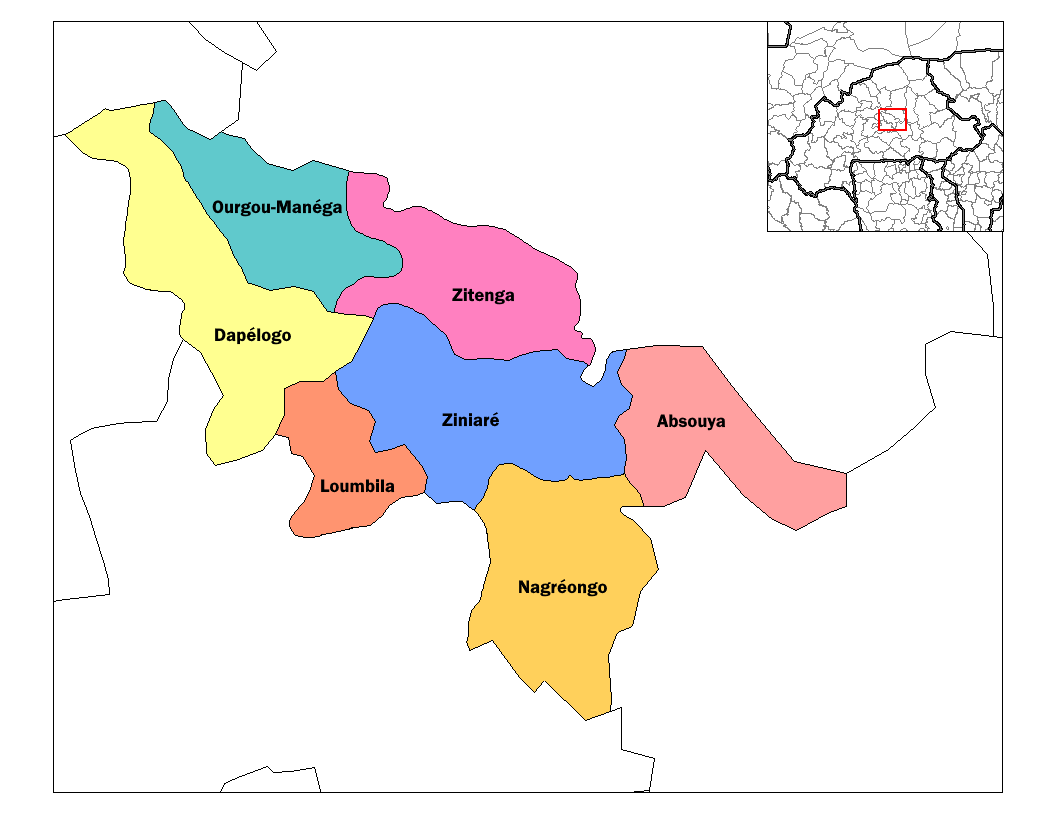
ウブリテンガ県の郡

- アブスヤ郡（英語版）
- ジテンガ郡（英語版）
- ジニアレ郡（英語版）
- ダペロゴ郡（英語版）
- ルンビラ郡（英語版）

## 地理
- 北東：サンマテンガ県
- 南東：ガンズル県
- 南西：カディオゴ県
- 西：クルウェゴ県
- 北西：パッソレ県